# Julien Mandel
Julien Mandel, pseudonyme de Julien Mandelbaum, né le 1er janvier 1893 à Chełm et mort le 24 septembre 1961 à Recife, est un photographe polonais.
Il est connu pour ses portraits et ses photographies de nus féminins.

## Biographie
Julien Mandelbaum naît à Chełm, dans le sud-est de la Pologne, en 1893. Selon un article paru en 1926 dans Paris-Soir, il est durant son enfance passionné de dessin et reçoit en cadeau, à l'âge de six ans, un appareil photographique Kodak. Après avoir servi sous les ordres du général russe Wrangel durant la Première Guerre mondiale, il devient « apprenti à Léningrad, compagnon à Moscou, retoucheur à Vienne, opérateur à Belgrade, chef d'atelier à Rome », puis s'établit vers 1919 à Paris, où il cherche à travailler comme photographe retoucheur.
En novembre 1926, il bénéficie d'un décret « d'admission à domicile »,. Il ouvre un studio au 116, avenue des Champs-Élysées et photographie, sous le pseudonyme de Julien Mandel, l'élite française, notamment politique,. Quelques-unes de ses photographies, publicitaires ou d'illustration, paraissent dans les journaux,. Il produit par ailleurs des cartes postales érotiques. Les modèles sont photographiés dans des poses classiques, en studio et en extérieur.
Julien Mandel fait faillite en 1932 et quitte la France en 1935 pour le Brésil où il poursuit sa carrière. Il meurt à Récife en 1961.

## Publications
- Julien Mandel, « Attention… ne bougeons plus ! », Le Photographe,‎ 5 octobre 1926, p. 323 (lire en ligne)

Photographies de la famille Mandel
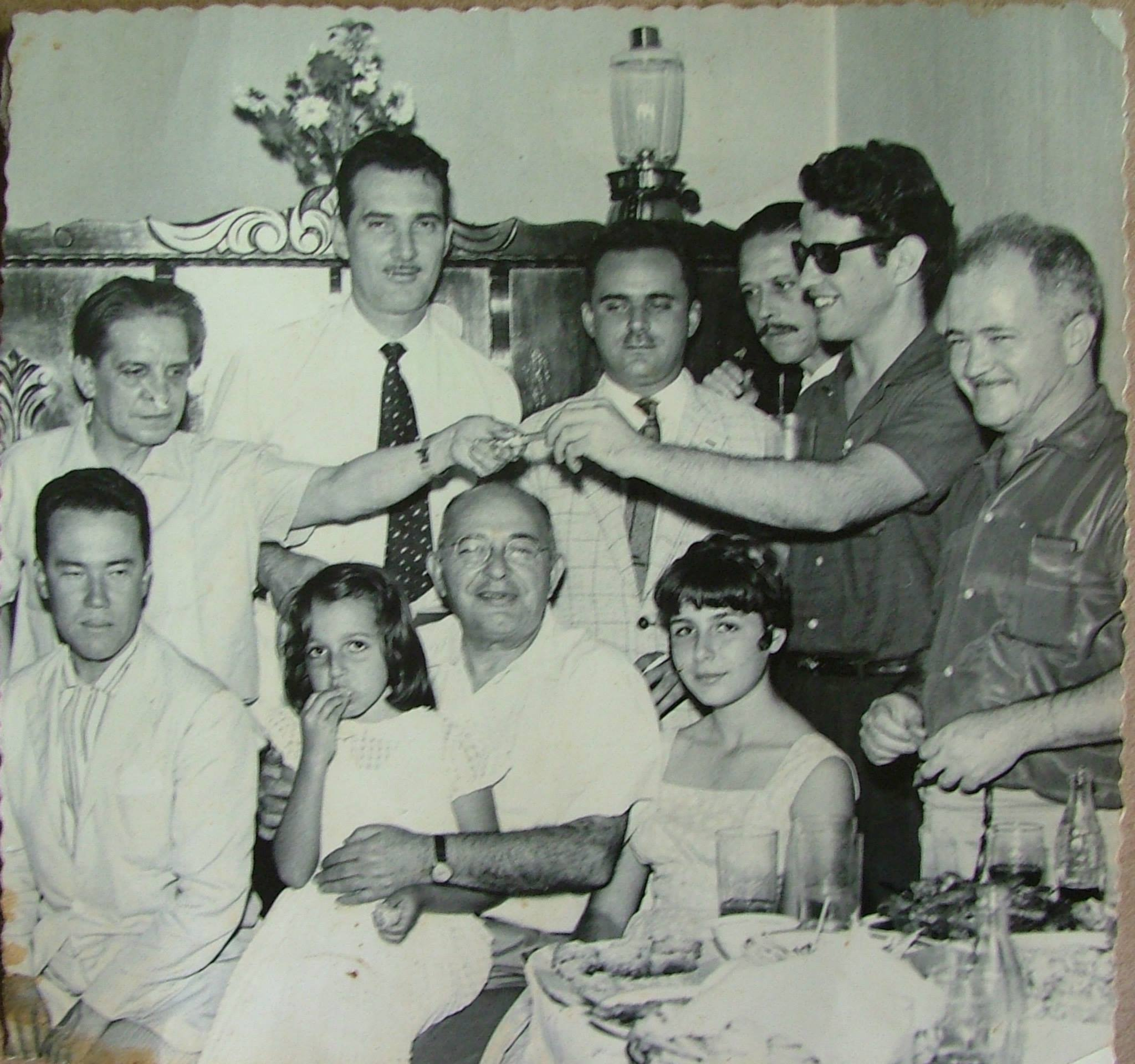
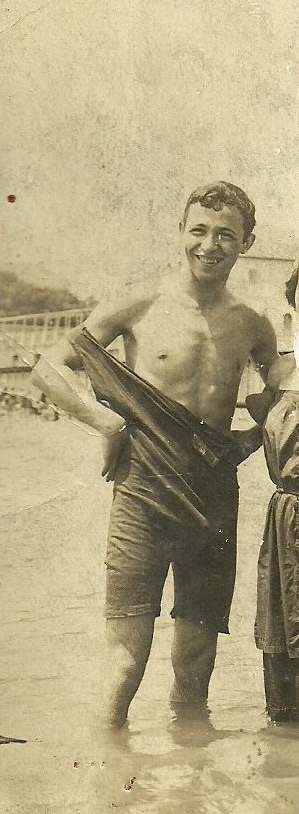
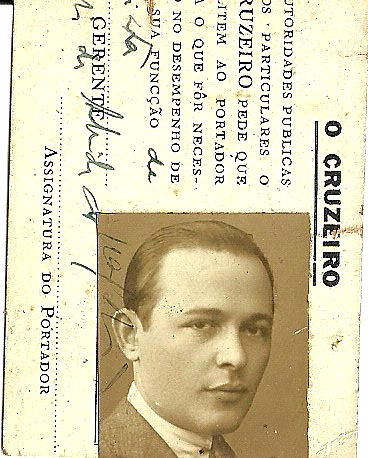
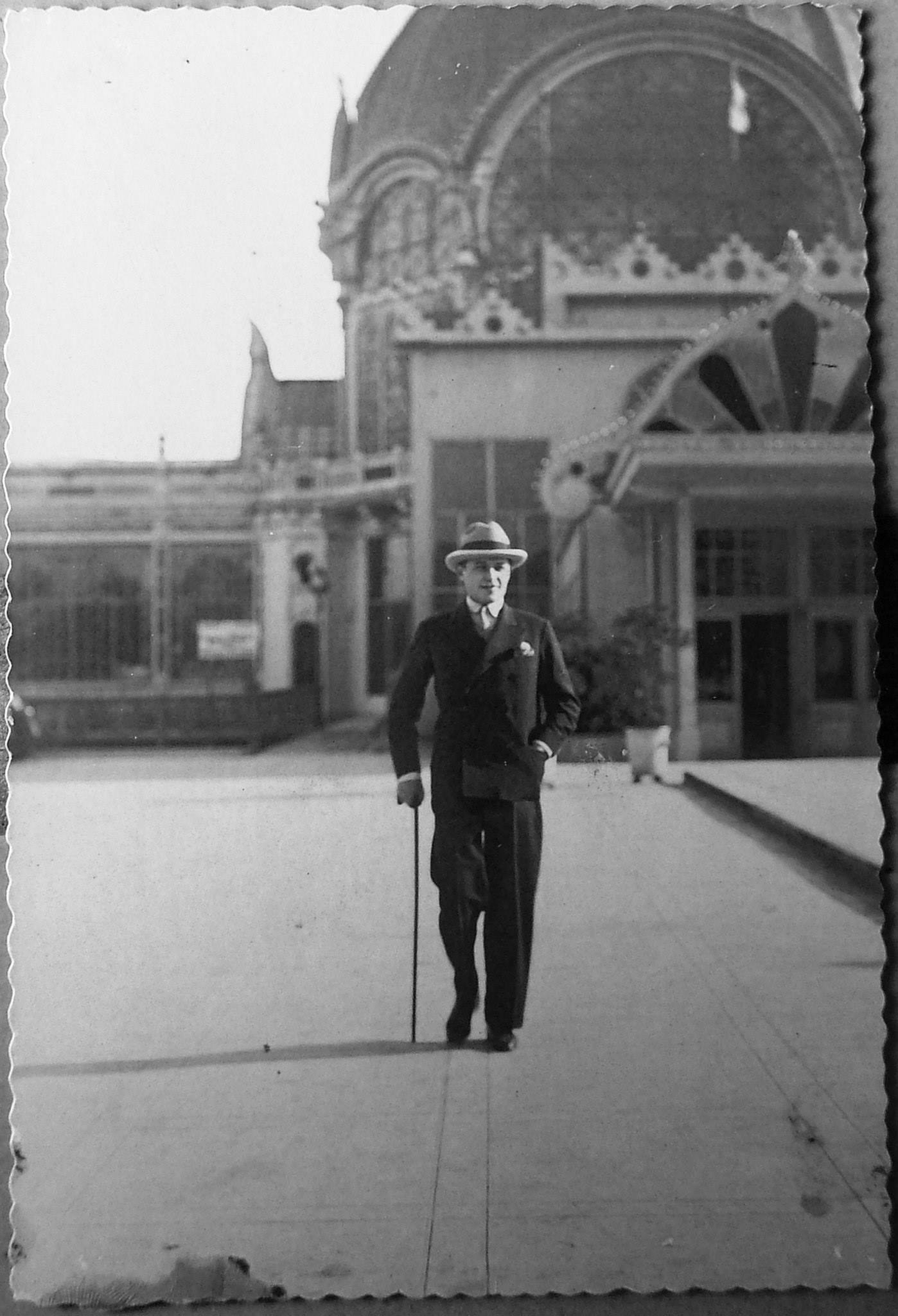
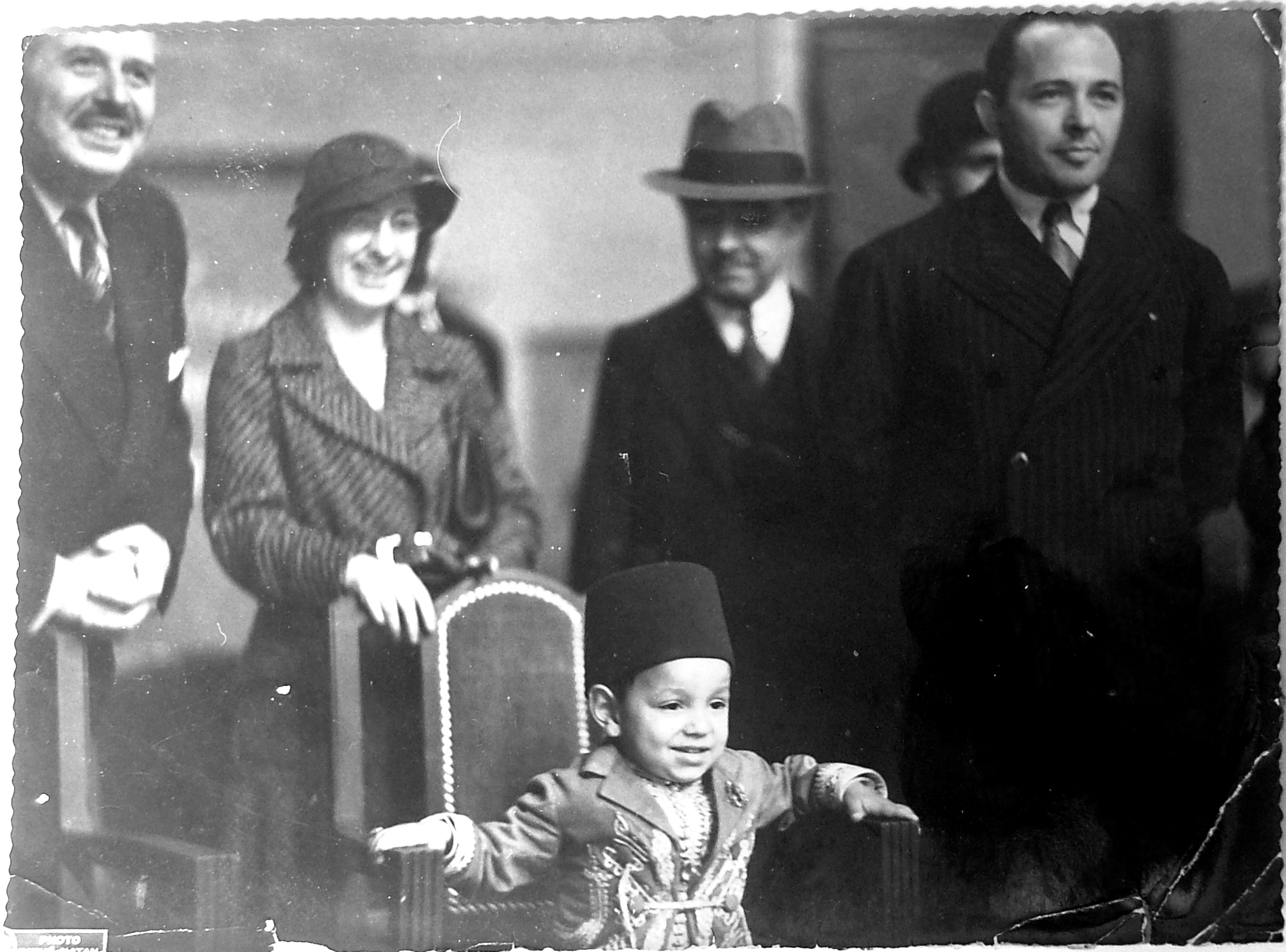